# Конкурс пианистов имени Габриэля Форе
Конкурс пианистов имени Габриэля Форе (фр. Concours Gabriel Fauré) — международный конкурс исполнителей академической музыки на фортепиано, состоявшийся в 1939 году в Люксембурге в память о композиторе и пианисте Габриэле Форе. Конкурс проходил под патронажем великой герцогини Шарлотты и был организован Обществом друзей Габриэля Форе, которое возглавлял дипломат Анри де Жувенель.
Конкурсное жюри возглавил Рихард Штраус, в него вошли также Маргерит Лонг, Франческо Малипьеро, Эмиль Вюйермо и другие заметные музыканты. К конкурсу допускались музыканты не старше 35 лет. Первая премия составляла 20 тысяч люксембургских франков, вручались также три поощрительные премии по две тысячи франков. Первоначально конкурс был запланирован на 25-27 апреля, но затем был передвинут во времени и состоялся 7-9 мая.
В конкурсе приняли участие 62 исполнителя из 14 стран. В первом туре исполнялись ноктюрн и экспромт Форе, по его итогам были во второй тур были отобраны 10 участников. Во втором туре исполнялась Баллада Форе Op. 19, в итоге были отобраны четыре финалиста. В финале исполнялась та же Баллада, но уже в авторском переложении Форе для фортепиано с оркестром, с Оркестром Люксембургского радио под руководством Анри Панси. Первую премию получил венгерский пианист Дьёрдь Фараго. Три поощрительные достались француженкам Жинетт Дуайен и Николь Анрио и швейцарской пианистке Жаклин Бланкар. Кроме того, победитель конкурса должен был выступать с Оркестром Люксембургского радио и Оркестром концертного общества Парижской консерватории в сезоне 1940 года, но эти концерты не состоялись из-за начала Второй мировой войны.
В 1937—1939 гг. Общество друзей Габриэля Форе проводило также небольшие ежегодные конкурсы имени Форе в Париже, посвящая их каждый раз одному произведению.